# God Hand
God Hand (ゴッドハンド Goddo Hando?) är ett datorspel inom genrerna action och beat 'em up som utvecklades av Clover Studio och publicerades av Capcom till Playstation 2 mellan 2006 och 2007 och senare Playstation Network i USA närmare slutet på 2011.

### Fotnoter
1. ↑  ”God Hand Release Information for PlayStation 2”. Gamefaqs. https://gamefaqs.gamespot.com/ps2/932558-god-hand/data. Läst 29 maj 2018.